# Isacke-Passage
Die Isacke-Passage ist eine schiffbare Meerenge vor der Loubet-Küste des Grahamlands auf der Antarktischen Halbinsel. Sie trennt die Liard-Insel von der Arrowsmith-Halbinsel und bildet den östlichen Seitenarm der Hanusse-Bucht.
Teilnehmer der Fünften Französischen Antarktisexpedition (1908–1910) unter der Leitung des Polarforschers Jean-Baptiste Charcot entdeckten und kartierten sie. Das UK Antarctic Place-Names Committee benannte sie 1974 nach Christopher John Isacke (1930–2017) von der Royal Navy, Kapitän der Endurance bei Operationen im Gebiet der Antarktischen Halbinsel von 1972 bis 1974.